# Hostal de Ipiés
Hostal de Ipiés (aragonesisch L’Hostal d’Ipiés) ist ein spanischer Ort in der Provinz Huesca der Autonomen Gemeinschaft Aragonien. Hostal de Ipiés, im Pyrenäenvorland liegend, gehört zur Gemeinde Sabiñánigo. Im Jahr 2015 hatte der Ort 40 Einwohner.

## Geographie
Der Ort liegt etwa zwölf Straßenkilometer südlich von Sabiñánigo und ist über die N330 zu erreichen. 